# Yokaichiba
Yokaichiba (八日市場市; -shi) foi uma cidade japonesa localizada na província de Chiba.
Recebeu o estatuto de cidade a 1 de Julho de 1954. Foi extinta em 23 de Janeiro de 2006 quando se fundiu com a vila de Nosaka do distrito de Sosa para formar a nova cidade de Sosa.
Antes da extinção a cidade tinha em 2003 uma população estimada em 32 534 habitantes e uma densidade populacional de 402,90 h/km². Tinha uma área total de 80,75 km².